# إسحاق بن مسلم العقيلي
إسحاق بن مسلم بن ربيعة بن عاصم بن حزن بن عامر بن عوف بن عقيل بن كعب بن ربيعة بن عامر بن صعصعة بن معاوية بن بكر بن هوازن، ولقبه أبو صفوان العقيلي، كان كبير القدر جليل الأمر، وولي أرمينيا، وكان من قادة جيش مروان بن محمد، وتوجه معه حين توجه من حران إلى دمشق طالباً للخلافة، وقد غزا الروم سنة 120 هـ وفتح العديد من قلاعهم وحصونهم.

## نبذة عنه
كان إسحاق بن مُسلم العقيلي من قواد الدولة الاموية في أواخر عهدها زمن هشام بن عبد الملك والخلفاء الذين أتوا من بعده وكان إسحاق بن مسلم مُخلصاً لمروان بن محمد آخر الخلفاء الأمويين وعندما قتل مروان على أيدي العباسيين ظل وفياً له وتحصن في مدن الجزيرة العربية وقاتل العباسيين بمن معه من قومه القبائل القيسية وعلى رأس جيش العباسيين أبو جعفر المنصور عندما كان أميراً زمن أخيه الخليفة أبو العباس السفاح حتى أعجز أبو جعفر المنصور ثم عطاه الأمان بعدما قتل مروان بن محمد وصار إسحاق وإخوته من قادة العباسيين وولاتهم وأصبح إسحاق والي أرمينيا لأبي جعفر المنصور عندما تولى الخِلافة.

## حربه ضد العباسيين
بعث السفاح أخاه أبا جعفر المنصور في جيش لقتال أهل الجزيرة وعلى رأسهم إسحاق بن مسلم، فمر في مسيره إلى حران بقرقيسيا وقد بيضوا فغلقوا أبوابها دونه، ثم مر بالرقة وعليها بكار بن مسلم أخو أسحاق بن مسلم وهم كذلك، ثم بحاجر وعليها إسحاق بن مسلم فيمن معه من أهل الجزيرة يحاصرونها فرحل إسحاق عنها إلى الرها.
وخرج موسى بن كعب فيمن معه من جند حران فتلقاه المنصور ودخلوا في جيشه، وقدم بكار بن مسلم على أخيه إسحاق بن مسلم بالرها فوجهه إلى جماعة ربيعة بدارا وماردين، ورئيسهم حروري من الخوارج يقال له: بريكة، فصارا حزباً واحداً، فقصد إليهم أبو جعفر فقاتلهم قتالاً شديداً، فقُتِل بريكة في المعركة، وهرب بكار إلى أخيه بالرها، فإستخلفه بها ومضى بمعظم العسكر حتى نزل سميساط وخندق على عسكره، وأقبل أبو جعفر فحاصر بكار بالرها، وجرت له معه وقعات.
وكتب السفاح إلى عمه عبد الله بن علي أن يسير إلى سميساط، وقد اجتمع على إسحاق بن مسلم ستون ألفاً من أهل الجزيرة، فسار إليهم عبد الله واجتمع إليه أبو جعفر المنصور، فكاتبهم إسحاق وطلب منهم الأمان بعدما تحقق أن مروان بن محمد قد قُتِل، وذلك بعد مضي سبعة أشهر وهو محاصر، وقد كان صاحباً لأبي جعفر المنصور فآمنه. وأجابوه إلى ذلك، على إذن أمير المؤمنين .

## قصة صفية بنت إسحاق وأبي جعفر المنصور
لما صار أبو جعفر الخليفة ذهب إلى الرقة، ثم دعا بعبد الله بن معاوية بن هشام بن عبد الملك فضرب عنقه وصلبه، وكانت امرأة عبد اللَّه بن معاوية صفية ابنة إسحاق بن مسلم العقيلي، فلما فعل ذلك بزوجها، أتت أباها إسحاق بن مسلم، وكانت له من أبي جعفر ناحية، وكان من خاصته، فقالت:
يا أبتاه، قد فعل بصهرك ما ترى، وأنه يسمج بك أن يمر المار فيرى سوءته على الخشبة بادية.
فقال لها:
تريدين ماذا ؟
قالت: 
تُكلم أبا جعفر يهبه لك فتنزله فتدفنه.
قال: 
مالي إلى ذلك سبيل.
فلما أبى عليها وجنها الليل أخذت جواريها وكساء خز، ثم أتت الخشبة فوضعتها بالأرض، ثم أخذته فأدرجته في الكساء، ثم حملته جواريها حتى أتت به منزلها، فحفرت له تحت فراشها، ثم دفنته وردت الفراش مكانه، فلما أصبح أبو جعفر وفقد عبد اللَّه، قيل له فيه، وأخبر بذهابه، فجمع أبو جعفر وجوه أهل الرقة وأشرافهم، ثم أعطى الله عهداً لئن لم تجيئوني بخبر عبد اللَّه بن معاوية لأضربن رقابكم، وجعل جل نظره وكلامه إلى إسحاق بن مسلم، ثم خرجوا من عنده وقد طارت عقولهم، فأتى إسحاق بن مسلم ابنته، فقالَ:
أيّ بنية، إنه قد كان من أمر أبو جعفر كيت وكيت وقد حمل عليّ من بينهم، واتهمني لصهره إياي، فهل عندك له خبر ؟
فقالت: 
أما أنه لو كان حيا لأجابك، ولو أن روحه في جسده لسمع كلامك وهو تحت الفراش، وأخبرته الخبر، والذي صنعت، فلما كان من الغد غداً أشراف أهل الرقة ولا يشكون في القتل، فلما دخلوا عليه جثا إسحاق بن مسلم بين يدي أبي جعفر فأخبره خبره وبما صنعت ابنته، فلما فهم قوله، قلب وجهه عنه وصرف حديثه إلى غيره، وتركه وأصحابه، ولم يعرض لعبد اللَّه ولا لأمرأته.

## أخباره
- قال أبو جعفر المنصور: يا إسحاق بن مسلم أفرطت في وفائك لبني أمية، فقال: ياأمير المؤمنين اسمع جوابي قال: هات، قال: من وفي لمن لا يُرجى كان لمن يرجى أوفى، قال: صدقت.
- لما بلغ أبا جعفر المنصور وفاة أبي العباس السفاح، بعث إلى إسحاق بن مسلم العقيلي، وكان معه عند منصرفه من مكة، فحادثه ساعة، ثم قال له: أنه يخطر ببالي ما يعرض للناس من الفكر، فقلت: أنه يغدا على الأنفس ويراح، وأن الأحداث غير مأمونه، فلو حدث يا أمير المؤمنين حدث ونحن بالموضع الذي نحن فيه كيف كان الرأي وما ترى عبد الله بن علي يصنع؟ قال إسحاق: أيها الأمير ليس لمكذوب رأي، أصدق الحديث أنصح لك الرأي، فأخبره الخبر، وسأله عن رأيه، فقال: ان كان ابن علي ذا حزم بعث حين يصل إليه الخبر خيلاً فتلقاك في هذا الموضع البراري فحال بينك وبين دار الملك، وأخذتك فأتته بك أسيراً، قال: ويحك إن لم يفعل هذه، دعني عنها، قال: يقعد على دوابه فإنما هي ليال يسيرة حتى يقدم الأنبار، فيحتوي على بيوت الأموال والخزائن والكراع، فيصير طالباً وأنت مطلوب، فإن لم يوفق قبل ذلك فلا حياة لعمك .
- قال المدائني: مات إسحاق بن مسلم ببثرة خرجت به في ظهره، فحضر المنصور جنازته، وحمل سريره حتى وضعه وصلى عليه وجلس عند قبره فقال له موسى بن كعب: أتفعل هذا به؟! قال: وكان والله مبغضاً لك، كارهاً لخلافتك، فقال: مافعلت هذا إلا شكراً لله إذ قدمه أمامي، قال: أفلا أخبر أهل خراسان بهذا من رأيك فقد دخلتهم وحشة لك لما فعلت، قال: بلى، فأخبرهم فكبروا.
- قال أبو البركات الحسن بن محمد: إسحاق بن مسلم بن ربيعة بن عاصم بن حزن بن عامر عوف بن عقيل بن كعب ابن ربيعة بن عامر بن صعصعة بن معاوية بن بكر بن هوازن، أبو صفوان العقيلي، كان قائداً مع قواد مروان بن محمد، وولي أرمينية، وشهد مع مروان حربه بعين الجر ضد سليمان بن هشام، ودخل معه دمشق.
- كان إسحاق مع مروان حين توجه إلى دمشق لطلب الخلافة، وذلك مذكور في ترجمة مروان، وبقي إلى خلافة بني العباس، وكان أثيراً عند أبي جعفر المنصور.